# Mosoriwka
Mosoriwka (ukr. Мосорівка) – wieś na Ukrainie, w obwodzie czerniowieckim, w rejonie czerniowieckim, nad Dniestrem. W 2001 roku liczyła 349 mieszkańców.